# CBG Mignot
 (octobre 2013).
Si vous disposez d'ouvrages ou d'articles de référence ou si vous connaissez des sites web de qualité traitant du thème abordé ici, merci de compléter l'article en donnant les références utiles à sa vérifiabilité et en les liant à la section « Notes et références ».
Pour les articles homonymes, voir CBG et Mignot.
CBG Mignot est une fonderie française fabriquant des petits soldats de plomb, fondée en 1825 à Paris. Il s'agit, depuis sa création, de la plus importante entreprise française dans ce domaine.
Au départ simple fonderie d'étain, la société fabriquait toutes sortes d'objets (bras de poupées, dinettes, sifflets, etc.) comme l'attestent quelques anciens moules toujours conservés.
Installée depuis 1994 en Maine-et-Loire, à La Breille-les-Pins près de Saumur, la société continue de perpétuer la tradition des soldats de plomb. Chaque figurine est toujours coulée, montée et peinte à la main selon des procédés ancestraux. Son refondateur est également derrière la relance de Lucotte, concurrent historique de CBG.

## Histoire
Les lettres « C », « B » et « G » qui forment le nom de la société sont les initiales des fondateurs : Augustin Cuperly, Englebert Blondel et Sosthène Gerbeau,. En 1825, Cuperly, alors âgé de 25 ans, rencontre Blondel, à l'époque où celui-ci crée sa société de fonderie d'étain. À partir de 1832, Blondel commence à fabriquer ses premières figurines. Cuperly, de son côté, fabrique et vend dans sa boutique toutes sortes de jouets et jeux en étain (dinettes, petites voitures, petits soldats dont ceux de Blondel). En 1847, les deux hommes s'associent à Sosthène Gerbeau pour fonder la société CBG (neuf ans plus tôt, Cuperly a épousé la fille de Blondel).
L'association Gerbeau-Cuperly tient jusqu'en 1865, année où Cuperly prend sa retraite. Gerbeau reste alors seul directeur de CBG, avant de prendre à ses côtés son fils, Maurice, en 1889. La société prend le nom de « Gerbeau & fils ». Le succès des petits soldats tient dans l'esprit revanchard de l'après-défaite de la guerre de 1870 : un tel jeu est vu comme permettant de donner le goût de la patrie et de l'armée aux jeunes garçons,. C'est alors le jouet-phare auprès des enfants des familles suffisamment aisées,. À partir de 1885, Gerbeau lance le diorama, qui permet de créer des mises en scènes réalistes avec les figurines ; il élabore des scènes liées à l'actualité française ou internationale. À la mort de Sosthène Gerbeau, en 1900, c'est son fils Maurice qui devient directeur de CBG. C'est aussi l'année ou CBG reçoit une médaille d'or au concours Lépine, pour récompenser l'ensemble de son œuvre. L'entreprise a été récompensée aux expositions universelles de 1878, 1889 et 1900. À cette époque, la société est florissante et emploie jusqu'à 400 coloristes pour l'apposition de la peinture.
Depuis trois ans, un nouvel employé fait parler de lui, il s'agit d'Henri Mignot. Au départ visiteur assidu des ateliers « Gerbeau & Fils », Mignot est embauché en 1897 comme conseiller technique. Passionné par ces petites figurines, il ne tarde pas à gravir les échelons et devient, en 1903, l'associé de Maurice Gerbeau (la société s'appelle désormais « Gerbeau & Mignot ») jusqu'en 1917, année où Henri Mignot devient seul directeur de la société. En 1914, Henri Mignot est mobilisé dans l'artillerie et, comme dans beaucoup de cas à cette époque, c'est son épouse qui assure l'intérim. Mignot donne à l'entreprise une renommée nationale voire internationale.
En 1928, la société — qui a fêté son centenaire trois ans plus tôt — fusionne avec son concurrent historique, Lucotte, fondé en 1765, au sein d'une nouvelle société baptisée « Établissements CBG-Jouets ». À cette occasion, les deux fils d'Henri Mignot le rejoignent à la gérance. Par l'achat de Lucotte, le groupe acquiert ainsi la boutique parisienne Au Plat d'étain, « temple du soldat de plomb » créé en 1775,,. L'essor de l'aluminium durant l'entre-deux guerres, puis du plastique dans les décennies suivantes, mettent à mal le secteur des soldats de plomb,.
En 1965, au décès d'Henri Mignot, c'est sa fille, Mme Bontemps, qui lui succède jusqu'à ce que les « établissements CBG » soient rachetés en 1977 par la société Rémanences,. Le succès est au rendez-vous les premiers temps mais à la suite d'erreurs de gestion et de choix stratégiques, la société doit fermer ses portes en 1992,. Déjà en 1981, CBG avait dû quitter ses locaux historiques de la rue Charlot occupés depuis les années 1860. Au cours du siècle, le soldat de plomb, délaissé par les enfants, est depuis un objet prisé des adultes, devenus le cœur de cible de CBG,.
Deux collectionneurs sexagénaires, Gilbert Grand-Dufay et Edouard Pemzec, passionnés de soldats de plomb en général et de CBG Mignot en particulier, révoltés à l'idée que le patrimoine de cette société séculaire puisse partir à l'étranger (comme le laissait penser les rumeurs de l'époque), se décident à relancer l'activité, par attachement sentimental,. Ils y voient l'occasion de faire renaître et perdurer leur passion et le patrimoine ancestral de la société. En 1994, ils se lancent dans la difficile reconquête de CBG Mignot dont le patrimoine (moules, machines, stock, musée) a été dispersé deux ans plus tôt lors de la fermeture. À force d'obstination, ils parviennent à remettre sur les rails la société dont beaucoup ne donnaient plus cher, persuadés qu'ils étaient du formidable engouement que créerait la reprise de l'activité. La production est orientée vers les figurines de collection haut de gamme. La fabrication est déplacée en Anjou, à La Breille-les-Pins.
En 2001, Grand-Dufay meurt et Pemzec reste seul à la tête de CBG Mignot, jusqu'en 2006 où, âgé de 74 ans, il décide de donner un nouveau coup de pouce la fabrication et à la commercialisation des figurines Lucotte en créant sa société du même nom. Il laisse, à cette occasion les rênes de CBG à son fils, Loïc Pemzec. L'atelier conserve cinq à six mille moules d'origine. Au tournant des années 2020, les figurines CBG Mignot sont encore vendues dans une quarantaine de boutiques, ainsi que sur Internet. La fonderie angevine est néanmoins à l'arrêt, à cause des normes liées au plomb, à part pour des démonstrations ; la production des 300 pièces hebdomadaires est donc déléguée à une société partenaire à Paris. L'atelier de La Breille-les-Pins continue la réception des commandes, la conception des nouvelles figurines par un sculpteur, et l'application de la peinture par trois coloristes. Le catalogue propose 12 000 références. Tout en livrant toujours des petits soldats représentant les corps d'armées actuels, l'entreprise répond également à des commandes particulières d'institutions comme Michelin, le Tour de France, le Crazy Horse ou la gendarmerie nationale,.